# ساوثرن كروس (رواية صامتة)
سوثرن كروس أو الصليب الجنوبي هي إحدى الروايات الصامتة للفنان الكندي لورينس هايد (1914–1987). نشرت في 1951، 118 صورة محفورة في الخشب تروي تأثير التجارب النووية على سكان جزر المحيط الهادئ. مما جعل هايد يقدم هذا الكتاب كتعبير عن غضبه تجاه الجيش الأمريكي بشأن  عملية تقاطع الطرق.
ازدهرت الروايات النوع الصامتة  في المقام الأول خلال عقد 1920 وعقد 1930، ولكن بحلول عقد 1940 حتى المختصين الأكثر كتابة لها تخلو عنها. وكان هايد على دراية بعض هذه الأعمال من قبل ليند وورد، أوتو نوكل والنموذج الرائد فرانس ماسيريل. العمل الفني المتباين من ساوثرن كروس يتميز بالخطوط المنحنية الحيوية شائعة في نحت الخشب، ويجمع بين الصور المجردة والتفاصيل واقعية. وقد اكتسب التقدير في أوساط الرسوم الهزلية تمهيدا للرسوم الهزلية الكندية، رغم أنه ليس له أي تأثير مباشر.

## ملخص
القصة تحكي عن اخلاء الجيش الأمريكي للقرويين من جزر المحيط الهادئ قبل اختبار الأسلحة النووية. يحاول جندي مخمور اغتصاب زوجة أحد الصيادين أثناء الإخلاء، ولكن الصياد يقتله. ولتفادي الأسر، إختبأ الزوجين في الغابات مع أطفالهم وعملو هناك. الأطفال كانوا شهودا وفاة والديهم  وتدمير ببيئتهم بالاختبارات النووية التي أعقبت ذلك.

## خلفية

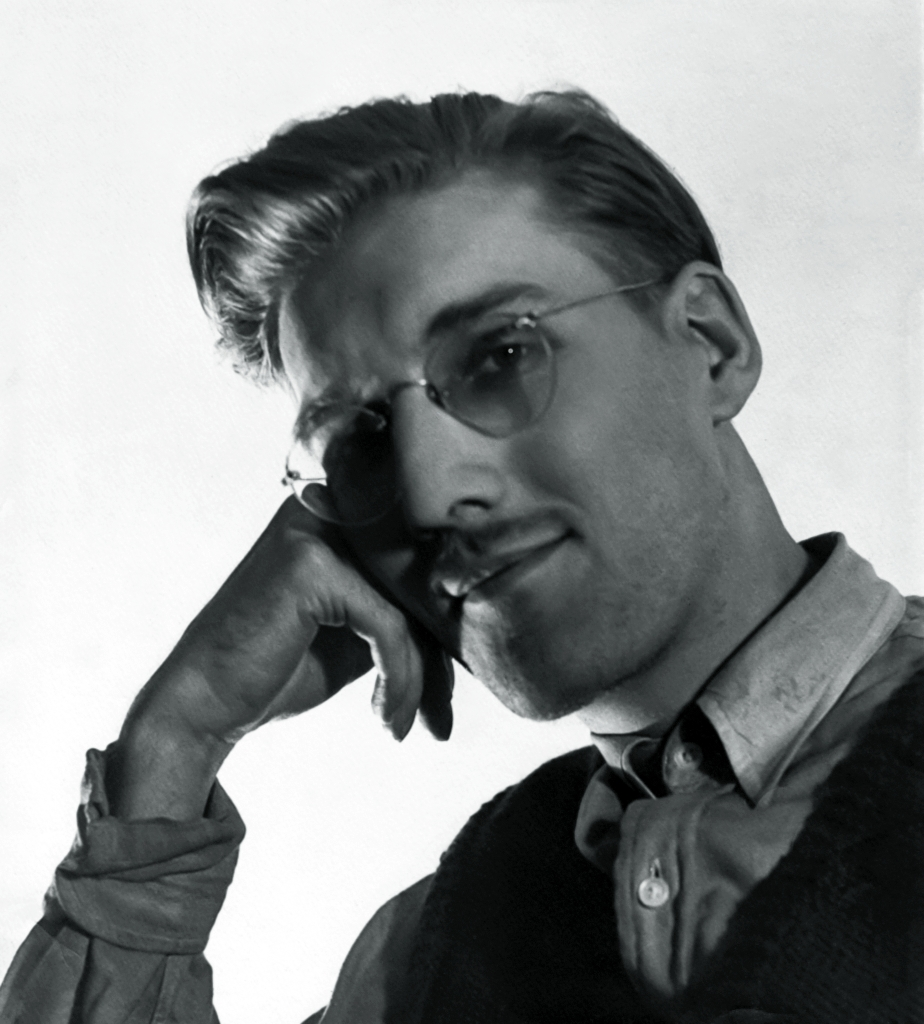
لورانس هايد في 1945

ولد في كينغستون أيبون ثايمس في إنجلترا عام 1914، انتقل لورنس هايد مع عائلته إلى كندا في عام 1926. استقروا في تورونتو في 1928، حيث درس هايد الفن في المدرسة التقنية المركزية. وبرزت له أقوى التأثيرات الفنية للرسام بول ناش والنقاشين إيريك غيل وروكويل كينت كذلك لايند وارد، وكذلك تقابل مع كينت ووارد.
في 1930 اهتم هايد  بالإعلانات التجارية   وقام بصناعة النقوش الخشبية للكتب، تخلى هايد عن سلسلتين من المطبوعات بعنوان «ديسكوفري» و «ماكبث» عمل هايد في المجلس القومي للسنيما في أوتاوا من 1942 حتى تقاعده 1972 .

كانت الرواية الصامتة شائعة بين 1920 و 1930 ولكنها ندرت وقل الاهتمام بها بمطلع 1940. تميل هذه الأعمال أن تكون ميلودرامية عن الظلم الاجتماعي. كان لهايد اطلاع على بعض الأعمال  ل«أوتو نوكل» الألماني  منها «داستيني»  في (1926). العمل الوحيد الذي عرف من الفنان الفلمنكي فرانس ماسيريل، حيث كان أول النماذج الأكثر مهنية وإنتاجية، هو رحلة عاطفية (Passionate Journey) سنة 1919، الذي أصدر للقراء سنة 1949 طبعة أمريكية. مثل أجداده في هذا النوع من الفن، كان هايد يملك أجندة يسارية يجسد فيها فنه. عندما ظهر كتاب الصليب الجنوبي، هذا النوع من الفن كان بعيدا عن أنظار الناس لمدة طويلة مما جعل هايد يدرج موضوعا تاريخيا ليوجه القارئ من خلالها. هايد طلب من وارد للنشر أن تصحح للقارئ هذا التاريخ، لكن
الكتاب نشر بدون تصحيحات وارد__ مازال الكتاب يحتوي الأخطاء. مثلا اسم «ماسيريل» الأول كتب «هانز»، وتسجل أربعة روايات فقط لوارد من ستة هي روايات صامتة.

## الإصدار والنشر

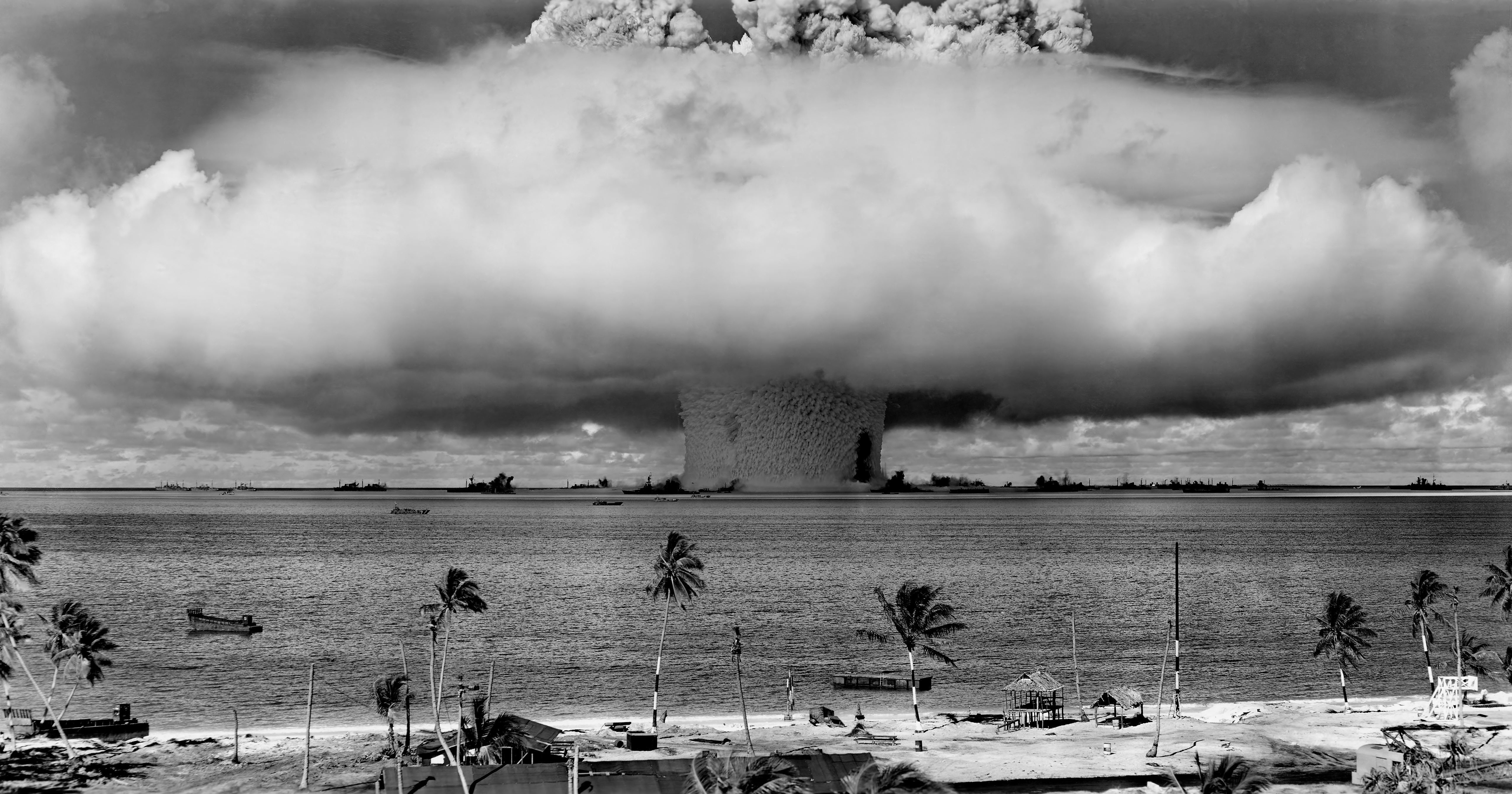
التجارب النووية في بيكيني أتول في عام 1946 هي الدافع لجعل هايد يصدر هذا الكتاب.

قدم هايد الصليب الجنوبي للتعبير عن غضبه على أمريكا بسبب عملية تقاطع الطرق في عام 1946 بعد الهجوم النووي على هيروشيما وناجازاكي. كان يعمل عليه من 1948 حتى 1951. كل صورة بحجم من 4 إلى 3 بوصات (10.2 سم × 7.6 سم)، تمركزت في الثلث الأعلى من الصفحة مع هوامش عريضة. والاستثناء الوحيد هو من تفجير القنبلة، 7 في × 6 في (18 سم × 15 سم) الصورة على كامل الصفحة التي تسيل خارج الصفحة. محفورات هايد هي خطوط منحنية وحيوية التي تعتبر شائعة في نقش الخشب. اللون الأسود يسيطر على الأرقام في الحواف، والصور مجردة تتناقض مع التفاصيل الواقعية في الحياة النباتية والحيوانية.
نشرت ساوثرن كروس في طبعة محدودة من قبل وارد ريتشي بريس في 1951 على الورق الياباني مع الصور على الجهتين مع ترك الصفحة اليسرى فارغة. حضرت المقدمة من طرف روكويل كينت. أهدى هايد الكتاب إلى جمعية الصليب والهلال الأحمر وجمعية الأصدقاء الدينية. كما صرح هايد أنه لم تكن عليه أي ضغوط، مما جعله غير قادر على تصحيح بعض الأجزاء قائلا أن المنحوتات لم تنحت بعمق مما يجعل المطبوعات غير مرضية.
تم إعادة نشر الكتاب مرتين في عام 2007: دراون أند كوارترلي (Drawn and Quarterly) أصدرت طبعة فاخرة طبق عن الأصل مع مقالات إضافية لهايد وكتبت المقدمة من طرف مؤرخ الروايات الصامتة ديفيد بيرونا وجورج والكر حيث تضمنت ساوثرن كروس على مقتطفات له من الروايات الصامتة والرسوم الشاهدة.

## الإستقبال النقدي
في حديث مع هيئة الاذاعة الكندية في عام 1952، أشاد الناقد الأدبي نورثروب فراي بمهارات هايد البصرية، حيث قال، «ليست هناك جدوى من الحصول على الكتاب لمكتبتك إلا إذا كنت تحب المنقوشات بحد ذاتها كعمل منفصل للفن». قال انه وجد الكتاب يقرء بسرعة على خلاف الوقت المستغرق في إنجازه، ووصفها بأنها «استمرارية» نقطة ضعف. كما إعتبر أن الدمار الذي خلفته القنبلة هو أكبر مبرر لهذا العمل.
كما أشاد ناقد القصص المصورة سين روجرز بالعمل، ولا سيما تسلسل وسرعة العمل، لكنه شعر بأن تأثيرها كان أقل تأثيرا من الأعمال السابقة مثل أعمال ماسريل (Passionate Journey) في 1919 أو أعمال وارد (Vertigo) في 1937. وجد روجرز أن الرسالة المناهضة للأسلحة النووية أقل فعالية من رسالة القصص المصورة اللاحقة مثل عمل كينجي ناكازاوا (Keiji Nakazaw) حافي القدمين جين أو عمل غراي بانتر (Gary Panter) جيمبو. باحث القصص المصورة روجر سابين (Roger Sabin) وجد أن الكتاب غير مقنع «قطعة ذات معنى جيد ولكنها دعاية شيوعية». وأشاد المحلل إريك هينتون بالعمل الفني واصفا القصة «النسل البشري عبر التاريخ يقر سطحيا بالقلق الناجم عن الدمار الذي يمكن لهذه الحرب الجديدة أن تسببه»، واعتبرت وارد وغيرها أن أسلاف هايد أكثر كفاءة على العموم.
وقد اكتسبت سوثرن كروس التقدير في دوائر الكومكس كمقدمة للرواية المصورة في كندا، على الرغم من أنه لم يكن له تأثير مباشر على الكومكس الكنديةـــ تم تسويقه للخبراء، عالم بعيد كل البعد عن المستهلكين للترفيه الرخيص التي أوجدت القصص المصورة في الخمسينات. نسخ من الصليب الجنوبي انضمت إلى مجموعات أخرى في معرض كندا الوطني في 1952 ومعرض بورنابي للفنون في عام 1987. وحضي الكتاب بجائزة أفضل كتاب في جوائز دوغ رايت لعام 2008 عن الكارتون الكندية، التي إستلمها إبنه، أنتوني.

### الأعمال التي ورد ذكرها
- A.V. Club staff (14 ديسمبر 2007). "Comics Panel: December 14, 2007". إيه. في. كلوب. مؤرشف من الأصل في 2013-04-14. اطلع عليه بتاريخ 2013-04-04. {{استشهاد ويب}}: الوسيط |ref=harv غير صالح (مساعدة)
- Beauman، Ned (5 ديسمبر 2007). "Plenty to say for wordless stories". الغارديان. مؤرشف من الأصل في 2014-10-06. اطلع عليه بتاريخ 2015-03-21. {{استشهاد ويب}}: الوسيط |ref=harv غير صالح (مساعدة)
- Bell، John (2006). Invaders from the North: How Canada Conquered the Comic Book Universe. Dundurn Press. ISBN:978-1-55002-659-7. مؤرشف من الأصل في 2019-12-07. {{استشهاد بكتاب}}: الوسيط |ref=harv غير صالح (مساعدة)
- Beronä، David A. (2008). Wordless Books: The Original Graphic Novels. Abrams Books. ISBN:978-0-8109-9469-0. {{استشهاد بكتاب}}: الوسيط |ref=harv غير صالح (مساعدة)
- Cohen، Martin S. (أبريل 1977). "The Novel in Woodcuts: A Handbook". Journal of Modern Literature. مطبعة جامعة إنديانا. ج. 6 ع. 2: 171–195. JSTOR:3831165. {{استشهاد بدورية محكمة}}: الوسيط |ref=harv غير صالح (مساعدة)
- Frye، Northrop (2002). Northrop Frye on Literature and Society, 1936–1989: Unpublished Papers. مطبعة جامعة تورنتو  [لغات أخرى]‏. ISBN:978-0-8020-3602-5. مؤرشف من الأصل في 2019-12-07. {{استشهاد بكتاب}}: الوسيط |ref=harv غير صالح (مساعدة)صيانة الاستشهاد: علامات ترقيم زائدة (link)
- Hinton، Erik (7 فبراير 2008). "Southern Cross". بوبماترس. مؤرشف من الأصل في 2015-04-12. اطلع عليه بتاريخ 2014-03-17. {{استشهاد ويب}}: الوسيط |ref=harv غير صالح (مساعدة)
- Hyde، Laurence؛ Beronä، David (2007). "Introduction". Southern Cross: A Novel of the South Seas. Drawn and Quarterly. (pages unnumbered). ISBN:978-1-897299-10-4. مؤرشف من الأصل في 2019-12-07. {{استشهاد بكتاب}}: الوسيط |ref=harv غير صالح (مساعدة)
- National Gallery of Canada staff. "Southern Cross: A Novel of the South Seas, c. 1948–1951". معرض كندا الوطني website. مؤرشف من الأصل في 2014-03-21. اطلع عليه بتاريخ 2014-03-21.{{استشهاد ويب}}:  صيانة الاستشهاد: ref duplicates default (link)
- Pantaleo، Sylvia (8 فبراير 2008). "Southern Cross: A Novel of the South Seas". CM Magazine. مؤرشف من الأصل في 2015-04-12. اطلع عليه بتاريخ 2013-04-04. {{استشهاد ويب}}: الوسيط |ref=harv غير صالح (مساعدة)
- Rogers، Sean (14 أغسطس 2008). "The Doug Wright Awards 2008". The Walrus. مؤرشف من الأصل في 2014-03-18. اطلع عليه بتاريخ 2014-03-18.
- Rogers، Sean (28 أغسطس 2008). "Southern Cross, and The Magical Life of Long Tack Sam". The Walrus. مؤرشف من الأصل في 2014-03-18. اطلع عليه بتاريخ 2013-04-04.
- Sabin، Roger (25 نوفمبر 2007). "The mating call of a Wessex girl ..." ذا أوبزرفر. مؤرشف من الأصل في 2014-10-06. اطلع عليه بتاريخ 2014-03-18. {{استشهاد ويب}}: الوسيط |ref=harv غير صالح (مساعدة)
- Spurgeon، Tom (18 أبريل 2010). "Some PR Person On Colin Upton Speaking On Laurence Hyde April 18 (PR)". The Comics Reporter. مؤرشف من الأصل في 2015-03-17. اطلع عليه بتاريخ 2014-03-21. {{استشهاد ويب}}: الوسيط |ref=harv غير صالح (مساعدة)
- Walker، George، المحرر (2007). Graphic Witness: Four Wordless Graphic Novels. Firefly Books. ISBN:978-1-55407-270-5. {{استشهاد بكتاب}}: الوسيط |ref=harv غير صالح (مساعدة)